# Paul Bril

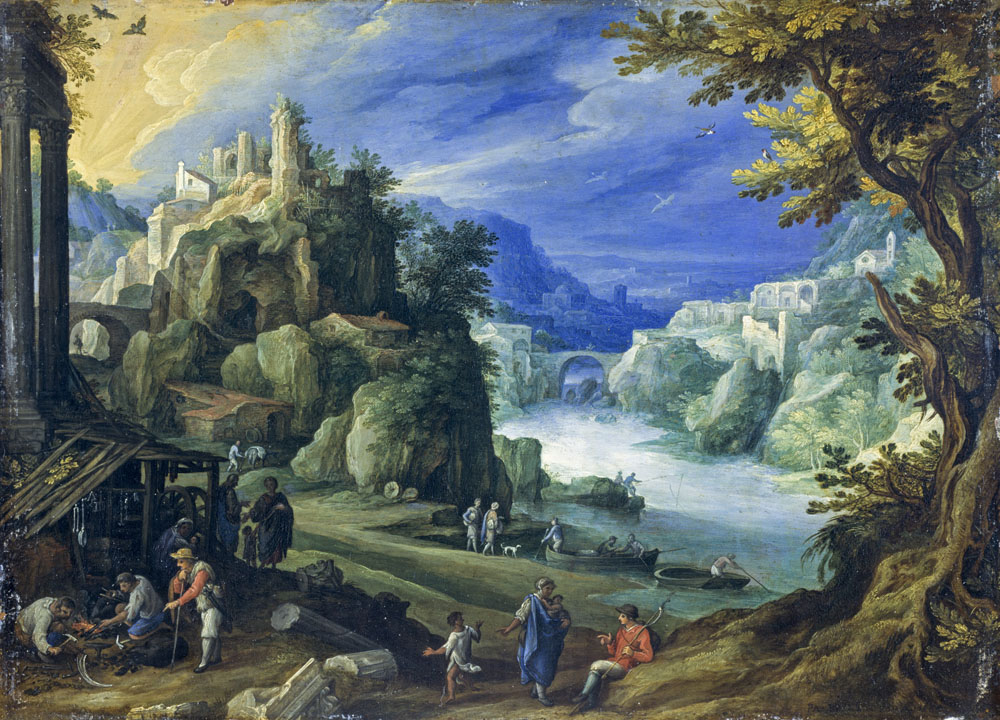
Paisagem fantástica de uma montanha, Paul Bril, 1598

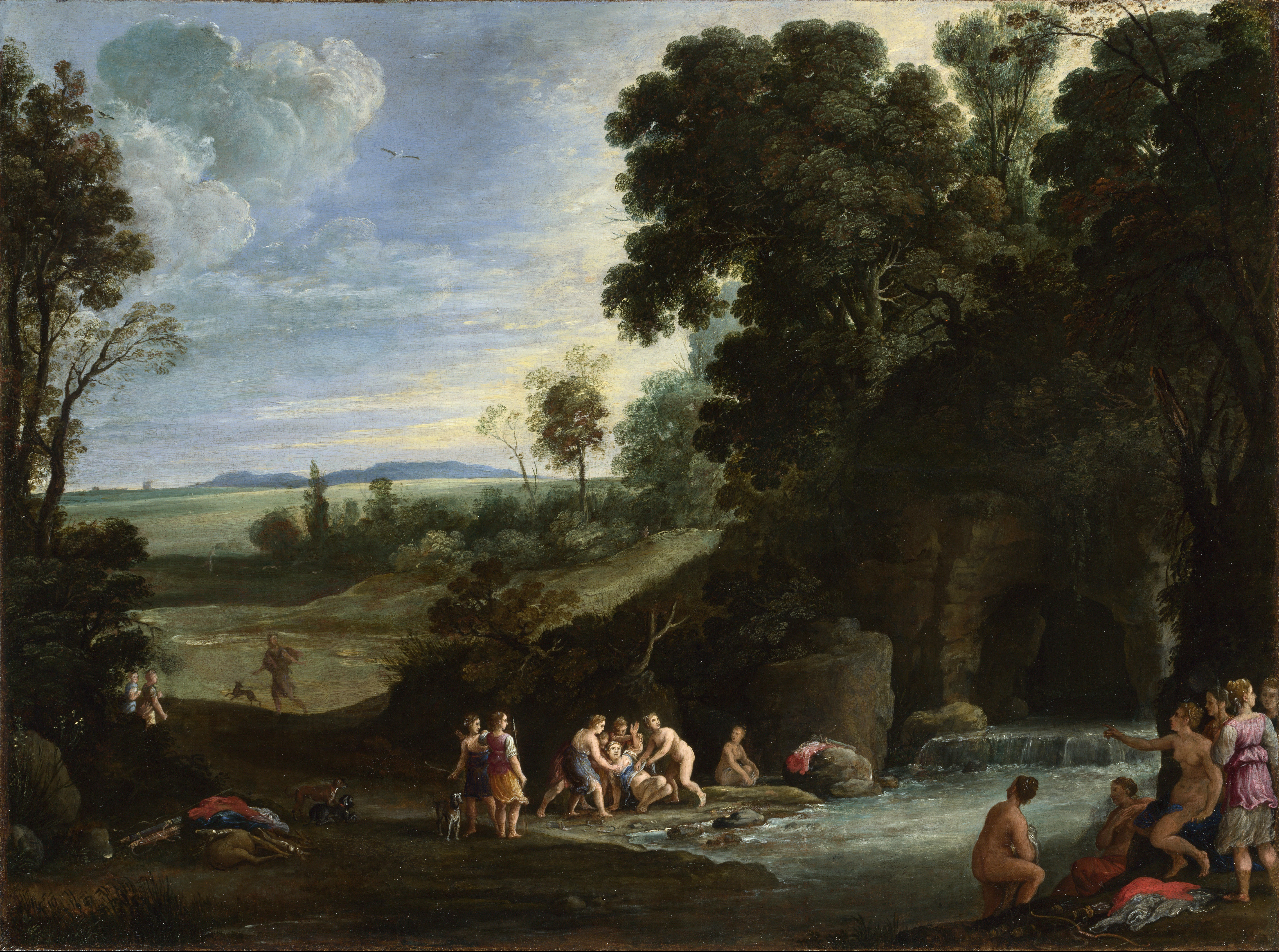
Diana e Callisto, Paul Brill, Década de 1620

Paul Bril (Antuérpia ou Bredene, 1554 — Roma, 1626) foi um pintor e paisagista flamengo barroco, presente e ativo na cidade de Roma do século XVII. Era ainda irmão do também célebre Mathijs Bril.
Juntamente com o irmão, trasladou-se para Roma durante a juventude, onde estudou com vários pintores e em diversos ateliês. Depois dos estudos, e com o talento enaltecido pelos muitos mecenas burgueses que enchiam a Roma seiscentista, foram ambos contratados para pintar vários frescos em igrejas e até mesmo na Catedral de São Pedro, no Vaticano.
Em 1583, ainda jovem, morre Mathijs, sendo Paul a continuar o percurso começado pelos irmãos Bril. Atualmente, da sua obra, são conhecidas maioritariamente as paisagens e os inúmeros frescos, entre eles, gravuras e trabalhos em cobre.
Foram as paisagens que lhe atribuíram grande parte do valor do seu reconhecimento, inspirando pintores do grand-monde da arte, como Nicolas Poussin e Claude Lorrain.